# Alresford
Alresford is een civil parish in het bestuurlijke gebied Tendring, in het Engelse graafschap Essex. De plaats telt 2009 inwoners.
Alresford werd reeds vermeld in het Domesday Book van 1086. Indertijd telde men er onder meer negentien huishoudens en twintig schapen. Het landgoed had een belastingopbrengst van 5,2 geldum.
De plaats heeft 22 vermeldingen op de Britse monumentenlijst. Daaronder bevinden zich de ruïnes van de dorpskerk en het achttiende-eeuwse 'Alresford Hall'.